# DJ Krmak
Горан Жижак (Бања Лука, 30. август 1968), познат као DJ Krmak (транскр.  Ди-Џеј Крмак), босанскохерцеговачки је певач и текстописац. На својим албумима је користио пар варијација уметничког имена, попут Dr. Krmak, ,  и DJ. Krm@k.

## Биографија
За њега се везује да је завршио три факултета (правни, филозофски и  богословски), али он не потврђује ове тврдње.
Хитови DJ Krmak-а су Цијело село шмрче бијело, Докторе, Специјалац, Немам конкуренцију (дует са Мартом Савић), Прада и Кавали, Рецесија, Ерос Босанчерос, Армани, Папагај, Шумахер, Karai me, Дању радим ја на црно, а ноћу на бијело, Професорице, Зеница, Механичар...
Живи у Аустрији.

## Дискографија

### Студијски албуми
- Циганка (1999)
- Шумахер (2000)
- Бо Сан Ремо (2001)
- Hollywood (2002)
- Мексиканац (2004)
- Ванземљаци (2006)
- Ту, ту (2007)
- Без конкуренције (2010)
- Доживотна (2012)

### Компилацијски албуми
- (2009)
- 3 у 1 DJ Krmak, Лела, Миле (2021)